# Vicenç Orriols i Espunyes
Vicenç Orriols i Espunyes (Manresa, 3 de gener de 1925 - 15 de novembre de 2004) fou una persona estretament vinculada a l'Esbart Manresà, amb un gran interès per la recerca, la difusió i el manteniment de la dansa tradicional catalana.
Quan era alumne del Col·legi La Salle de Manresa, va sentir l'impuls de ballar, seguint la petició del mestre Reguant. Mentre va durar el servei militar, a Barcelona, va aprendre de l'eminent folklorista Lluís Trullàs, de l'Esbart de l'Orfeó Gracienc. Des de l'any 1952, com un antic dansaire ple d'il·lusió i entusiasme, va acceptar la responsabilitat de prendre el relleu d'Antoni Reguant, que havia aconseguit la represa de l'Esbart. En aquell temps Orriols ja dirigia l'Esbart del Pont de Vilomara amb molt encert.
Orriols durant 25 anys va portar l'Esbart Manresà a un lloc de prestigi. Va entrar amb unes idees clares de com havia de ser l'Esbart, en aquella etapa que començava a la segona meitat del segle xx, primer com a subdirector i després com a director. A poc a poc, va anar construint un esbart capaç de presentar les danses catalanes per tot arreu i amb la màxima dignitat. A partir de 1956 tingué la col·laboració de Manuel Cubeles, que l'ajudà a marcar definitivament la seva trajectòria futura.
L'espectacular projecció de l'Esbart Manresà va ser possible gràcies a la gran capacitat d'Orriols, que aconseguí que aquest esbart fos considerat com un dels millors de Catalunya.
Estigué interessat a fer sortir l'Esbart fora de Catalunya. Així sorgiren les actuacions a Eivissa (1960), al festival Dies de Germanor Catalana, estrenyen llaços d'amistat amb l'esbart de Perpinyà, que encara perduren, i a diversos festivals folklòrics del Rosselló (1962). Foren les primeres sortides a l'estranger realment importants per l'època. A partir d'aquí les actuacions foren molt nombroses per Catalunya, l'Estat espanyol i també Europa.
Organitzà un Grup de Bastoners amb els mateixos dansaires de l'Esbart Manresà, que amb un variat repertori tenen la seva primera actuació l'any 1955. Creà la Rondalla Popular per acompanyar les danses (1960).
El 2011 va rebre un dels Premis Oleguer Bisbal, concedit per votació popular.